# Prey (Vosgi)
Prey è un comune francese di 96 abitanti situato nel dipartimento dei Vosgi nella regione del Grand Est.

## Società

### Evoluzione demografica
Abitanti censiti